# Família Ordúnio
Ordúnio (em latim: Ordunius), Orduni ou Uorduni (em armênio/arménio: Որդունի) foi uma família nobre armênia (nacarar) da Antiguidade.

## História
Segundo a tradição relatada pelo historiador armênio medieval Moisés de Corene, os Ordúnios eram descendentes de Haico através de seu filho Manavazo. Cyril Toumanoff interpreta a origem deles, também comum aos Apaúnios, Manavázios e Besnúnios, como urartiana e possivelmente real. Eram senhores de Bassiana (no vale superior do Araxes) e talvez de Vananda (região de Carse), ambas na província de Airarate. Sua sede ficava em Uordoru. Manaque de Bassiana, que esteve ativo no reinado de Cosroes III (r. 330–339), podia ser um dos Ordúnios. A Lista Militar (Զորնամակ, Zōrnamak), o documento que indica a quantidade de cavaleiros que cada uma das famílias nobres devia ceder ao exército real em caso de convocação, afirma que os Ordúnios deviam arregimentar 700 soldados, sendo 600 de Bassiana como um todo, e 100 da zona nuclear do principado. De acordo com Fausto, o Bizantino, no início do reinado de Cosroes III os Manavázios e Ordúnios estavam em guerra; as duas famílias se recusaram a aceitar a arbitragem do bispo Albiano e o rei enviou Vache I Mamicônio para exterminá-los. A propriedade dos Ordúnios, em seguida, passou à Igreja Armênia.
| “ | Naquele período uma grande agitação surgiu na terra da Armênia. Dois grandes nacarares e príncipes, titulares de distritos e senhores de terras [gawarhakalk' ashxarhateark'] tornaram-se inimigos uns dos outros e, com grande rancor despertaram uma luta, guerreando uns com os outros sem justiça. O príncipe do tohm Manavázio e o naapetes e tohm Ordúnio assim perturbaram a grande terra da Armênia. Lutaram uns aos outros em grande guerra e muitas pessoas foram mortas. O rei Cosroes (Cosroes III) e o grande arcebispo Vertanes (Vertanes I, o Parto) enviaram o grande e honorável bispo Albiano no meio deles para falar de reconciliação e paz. O venerável Albiano ficou entre eles para corrigi-los e subjugá-los e fazê-los alcançar a reconciliação uns com os outros. Mas desonraram-no e não atenderam à sua intercessão. Ridicularizaram o homem que tinha sido mandado para eles, enviaram o bispo com grande insultos, e tomaram e arruinaram o tun real. Severamente enfurecidos, prontamente começaram a guerrear uns com os outros. Com grande raiva e ira o rei enviou contra eles Vache (Vache I), filho de Artavasdes (Artavasdes I), naapetes do tohm Mamicônio, do azegue do sparapetut'iwn (asparapetes) da Armênia, um grande general com suas tropas, para matar e destruir esses dois azegues. O general Vache foi e atacou os dois azegues e não deixou um único filho homem vivo. | ” |
|   | — Fausto, o Bizantino, História da Armênia, livro III, cap. IV. |   |